# Culex lampangensis
Culex lampangensis är en tvåvingeart som beskrevs av Sirivanakarn 1973. Culex lampangensis ingår i släktet Culex och familjen stickmyggor.
Artens utbredningsområde är Thailand. Inga underarter finns listade i Catalogue of Life.